# Archibald J. Weaver
Archibald Jerard Weaver (* 15. April 1843 in Dundaff, Susquehanna County, Pennsylvania; † 18. April 1887 in Falls City, Nebraska) war ein US-amerikanischer Politiker. Zwischen 1883 und 1887 vertrat er den ersten Wahlbezirk des Bundesstaates Nebraska im US-Repräsentantenhaus.

## Werdegang
Archibald Weaver besuchte die öffentlichen Schulen seiner Heimat und danach das Wyoming Seminary in Kingston. Von 1864 bis 1867 gehörte er dort selbst dem Lehrkörper an. Nach einem Jurastudium an der juristischen Fakultät der Harvard University wurde er 1869 als Rechtsanwalt zugelassen. Noch im gleichen Jahr zog er nach Falls City in Nebraska, wo er seinen neuen Beruf ausübte.
Weaver schloss sich der Republikanischen Partei an. In den Jahren 1871 und 1875 war er Mitglied von Versammlungen zur Überarbeitung der Staatsverfassung von Nebraska. 1872 wurde er Bezirksstaatsanwalt im ersten juristischen Distrikt dieses Staates. Im selben Gebiet wurde er 1875 Bezirksrichter. Dieses Amt behielt er bis 1883.
1882 wurde Weaver in das US-Repräsentantenhaus gewählt, wo er am 4. März 1883 die Nachfolge von Edward K. Valentine antrat, der in den dritten Wahlbezirk wechselte. Nach einer Wiederwahl im Jahr 1884 konnte Weaver bis zum 3. März 1887 zwei Legislaturperioden im Kongress absolvieren. Im Jahr 1886 verzichtete er auf eine erneute Kandidatur für das Repräsentantenhaus; stattdessen kandidierte er erfolglos für einen Sitz im US-Senat. Nach seinem Ausscheiden aus dem Kongress arbeitete Archibald Weaver noch kurze Zeit als Rechtsanwalt. Er starb aber bereits am 18. April 1887, nur sechs Wochen nach dem Ende seiner Amtszeit im Kongress.